# Сухорук, Пётр Маркович
Пётр Маркович Сухорук (укр. Петро Маркович Сухорук; 17 апреля 1939 год, село Великие Крынки — 24 сентября 2000 год, село Великие Крынки, Глобинский район, Полтавская область, Украина) — колхозник, звеньевой колхоза имени Горького Глобинского района Полтавской области, Украинская ССР. Герой Социалистического Труда (1984). Депутат Верховного Совета УССР 11-го созыва. Лауреат Государственной премии Украинской ССР (1983).

## Биография
Родился 17 апреля 1939 году в крестьянской семье в селе Великие Крынки. Получил среднее образование В 1954 году окончил семилетнюю школу в родном селе и в 1958 году — Софинское училище механизации сельского хозяйства.
С 1954 года — прицепщик, комбайнёр, звеньевой механизированного звена по выращиванию сахарной свеклы колхоза имени Горького Глобинского района Полтавской области.
В 1964 году вступил в КПСС.
В 1984 году удостоен звания Героя Социалистического Труда «за достижение выдающихся показателей и трудовой героиз, проявленные в выполнении планов и социалистических обязательств по увеличению производства и продажи государству зерна и других продуктов земледелия в 1983 году». С этого же года — начальник механизированного отряда колхоза имени Горького Глобинского района Полтавской области.
Избирался депутатом Верховного Совета УССР 11 созывов от Глобинского избирательного округа (1985—1990).
После выхода на пенсию проживал в родном селе, где скончался 24 сентября 2000 года.

## Награды
- Герой Социалистического Труда — указом Президиума Верховного Совета СССР от 6 июня 1984 года
- Орден Ленина — дважды (1976, 1984)
- Орден Трудового Красного Знамени (1972)
- Медаль «За трудовое отличие» (1971)